# 普拉廷战争
普拉廷战争（西班牙語：Guerra Platina，1851年8月18日 – 1852年2月3日）是南美洲境內的一場衝突，衝突一方是阿根廷邦联，另一方是由巴西帝國、乌拉圭（红党）以及阿根廷恩特雷里奥斯省、科连特斯省组成的联盟以及巴拉圭。阿根廷和巴西都將乌拉圭和巴拉圭以及拉普拉塔平原視為自己的勢力范圍，衝突也因此爆發。乌拉圭内战也是造成戰爭爆發的重要因素之一。普拉廷战争戰場位於乌拉圭、阿根廷东北部以及拉普拉塔河沿岸。
1851年，巴西与阿根廷恩特雷里奥斯省、科连特斯省以及乌拉圭红党结盟。阿根廷的領導人胡安·曼努埃尔·德罗萨斯於是向巴西宣战。
巴西帝國盟军首先攻入乌拉圭，击败了白党。随后巴西帝國盟军兵分两路攻擊胡安·曼努埃尔·德罗萨斯軍隊。1852年，巴西帝國同盟军在卡塞罗斯战役中获胜，普拉廷战争结束。此後巴西確立了自己在南美的霸权。